# Caye Manjé
Caye Manjé es una localidad de Santa Lucía que forma parte del distrito de Gros Islet.